# Kazuo Imaniši
Kazuo Imaniši (* 12. leden 1941) je bývalý japonský fotbalista.

## Klubová kariéra
Hrával za Toyo Industries.

## Reprezentační kariéra
Kazuo Imaniši odehrál za japonský národní tým v roce 1966 celkem 3 reprezentační utkání.

## Statistiky
| Japonsko | Japonsko | Japonsko |
| Roky     | Záp.     | Góly     |
| -------- | -------- | -------- |
| 1966     | 3        | 0        |
| Celkem   | 3        | 0        |